# Cristofano Malvezzi
Cristofano Malvezzi, italijanski poznorenesančni organist in skladatelj, * 1547, Lucca, † 22. januar 1599.
Malvezzi je bil najbolj znan skladatelj v Firencah v prehodu na barok.